# Campionati asiatici di badminton
I Campionati asiatici di badminton sono una competizione sportiva organizzata dalla Badminton Asia (BA), in cui si assegnano i titoli asiatici delle diverse specialità del badminton.
I primi campionati asiatici di badminton furono organizzati nel 1962 e si svolgono con cadenza annuale.

## Edizioni
| Anno | Città        | Nazione             |
| ---- | ------------ | ------------------- |
| 1962 | Kuala Lumpur | Malaysia            |
| 1965 | Lucknow      | India               |
| 1969 | Manila       | Filippine           |
| 1971 | Giacarta     | Indonesia           |
| 1976 | Hyderabad    | India               |
| 1983 | Calcutta     | India               |
| 1985 | Kuala Lumpur | Malaysia            |
| 1987 | Semarang     | Indonesia           |
| 1989 | Shanghai     | Cina                |
| 1991 | Kuala Lumpur | Malaysia            |
| 1992 | Kuala Lumpur | Malaysia            |
| 1993 | Hong Kong    | Hong Kong           |
| 1994 | Shanghai     | Cina                |
| 1995 | Pechino      | Cina                |
| 1996 | Surabaya     | Indonesia           |
| 1997 | Kuala Lumpur | Malaysia            |
| 1998 | Bangkok      | Thailandia          |
| 1999 | Kuala Lumpur | Malaysia            |
| 2000 | Giacarta     | Indonesia           |
| 2001 | Manila       | Filippine           |
| 2002 | Bangkok      | Thailandia          |
| 2003 | Giacarta     | Indonesia           |
| 2004 | Kuala Lumpur | Malaysia            |
| 2005 | Hyderabad    | India               |
| 2006 | Johor Bahru  | Malaysia            |
| 2007 | Johor Bahru  | Malaysia            |
| 2008 | Johor Bahru  | Malaysia            |
| 2009 | Suwon        | Corea del Sud       |
| 2010 | Nuova Delhi  | India               |
| 2011 | Chengdu      | Cina                |
| 2012 | Qingdao      | Cina                |
| 2013 | Taipei       | Taipei cinese       |
| 2014 | Gimcheon     | Corea del Sud       |
| 2015 | Wuhan        | Cina                |
| 2016 | Wuhan        | Cina                |
| 2017 | Wuhan        | Cina                |
| 2018 | Wuhan        | Cina                |
| 2019 | Wuhan        | Cina                |
| 2022 | Manila       | Filippine           |
| 2023 | Dubai        | Emirati Arabi Uniti |
| 2024 | Ningbo       | Cina                |
| 2025 | Ningbo       | Cina                |

## Medagliere
Aggiornato al 2025
| Posiz. | Nazione       | Oro  | Argento | Bronzo | Totale |
| ------ | ------------- | ---- | ------- | ------ | ------ |
| 1      | Cina          | 81   | 77      | 111    | 269    |
| 2      | Indonesia     | 35   | 31      | 78     | 144    |
| 3      | Corea del Sud | 34   | 26      | 43     | 103    |
| 4      | Malaysia      | 17.5 | 18.5    | 29     | 65     |
| 5      | Giappone      | 8    | 18      | 30     | 56     |
| 6      | Hong Kong     | 6    | 5       | 15     | 26     |
| 7      | Thailandia    | 4    | 11      | 23     | 38     |
| 8      | Taipei cinese | 3    | 3       | 15     | 21     |
| 9      | Inghilterra   | 2.5  | 1.5     | 0      | 4      |
| 10     | India         | 2    | 0       | 16     | 18     |
| 11     | Singapore     | 0    | 1       | 4      | 5      |
| 12     | Birmania      | 0    | 1       | 2      | 3      |
| 13     | Filippine     | 0    | 0       | 1      | 1      |
| 13     | Sri Lanka     | 0    | 0       | 1      | 1      |
| 13     | Vietnam       | 0    | 0       | 1      | 1      |
| Totale | Totale        | 95   | 94      | 188    | 377    |